# Pinus nelsonii
Pinus nelsonii ist ein immergrüner Nadelbaum aus der Gattung der Kiefern (Pinus) mit meist zu dritt wachsenden, 4 bis 8 Zentimeter langen Nadeln, die ein bis zwei Jahre verwachsen sind und sich erst im letzten Jahr am Baum trennen. Die Samenzapfen erreichen eine Länge von 7 bis 12 Zentimetern. Das natürliche Verbreitungsgebiet erstreckt sich auf Ausläufer der Sierra Madre Oriental in wenigen Bundesstaaten Mexikos.  Mit unter 10000 ausgewachsenen Exemplaren wird sie in der Roten Liste der IUCN als stark gefährdet eingestuft.

## Beschreibung

### Erscheinungsbild
Pinus nelsonii wächst als immergrüner, 5 bis 10 Meter hoher Baum oder seltener als Strauch. Der Stamm ist meist gerade und erreicht einen Brusthöhendurchmesser von 15 bis 30 Zentimetern. Bei manchen Bäumen verzweigt er sich schon nahe dem Grund. Die Stammborke ist aschgrau mit dunkleren, bräunlich gebänderten Bereichen, dünn und glatt. Nur der untere Bereich größerer Bäume wird schuppig. Die Äste sind aufsteigend oder unregelmäßig angeordnet und bilden bei jungen Bäumen eine konische, bei älteren Bäumen eine breite, sehr offene und unregelmäßige Krone. Die Zweige verlängern sich deutlich, bevor sie versteifen und Nadeln tragen. Sie sind unbehaart, weißgrau und manchmal von einer dünnen Wachsschicht überzogen (glauk).

### Knospen und Nadeln
Die Niederblätter sind 5 bis 8 Millimeter lang, pfriemförmig, brüchig, dunkelbraun und haben einen unregelmäßig gezackten Rand. Die vegetativen Knospen sind eiförmig-spitz bis oval und harzig. Endständige Knospen sind bis zu 10 Millimeter lang, seitständige Knospen kürzer. Die Nadeln wachsen zu dritt, selten zu viert in einer anfangs 7 bis 9 Millimeter langen, bleibenden dunkelbraunen oder unter Witterungseinfluss grauen Nadelscheide. Die Nadeln sind in den ersten Jahren verwachsen und erscheinen damit als einzelne Nadel. Sie bleiben zwei bis drei Jahre am Baum und trennen sich erst im letzten Jahr. Sie sind dunkelgrün oder mit Wachs überzogen graugrün, steif, gerade oder leicht gebogen, um die Längsachse verdreht, 4 bis 8 selten bis 10 Zentimeter lang und 0,7 bis 0,8 Millimeter dick. Der Nadelrand ist fein gesägt, das Ende zugespitzt. Auf allen Nadelseiten gibt es Spaltöffnungslinien. Es werden zwei große Harzkanäle gebildet, die nahe der Nadeloberfläche liegen.

### Zapfen und Samen
Die Pollenzapfen sind anfangs rosafarben und später braun, eiförmig-länglich bis zylindrisch und 7 bis 9 Millimeter lang mit Durchmessern von 3,0 bis 3,5 Millimetern. Die Samenzapfen wachsen einzeln oder in Paaren auf 2,5 bis 6,5 Zentimeter langen, 7 bis 10 Millimeter dicken, gebogenen Stielen. Die Stiele tragen im Unterschied zu anderen Kiefernarten manchmal Nadelbündel, die jedoch bis zur Reife der Zapfen abfallen. Ausgereifte Zapfen sind unregelmäßig zylindrisch, selten ab 5, meist 7 bis 12 Zentimeter lang und geöffnet 4,0 bis 5,5 Zentimeter breit. Sie fallen meist ohne Stiel ab, der Stiel bleibt am Baum zurück. Die 50 bis 100 kurzen und 20 bis 25 Millimeter breiten Samenschuppen sind grün, später purpurfarben und bei Reife rötlich braun, dick und unregelmäßig geformt. Sie haben ein oder zwei tassenförmige Vertiefungen, in welchen sich die Samen entwickeln. Die Schuppen öffnen sich nur wenig und meist nicht weit genug um die Samen zu entlassen; sie lösen sich mit ihrer keilförmigen Basis jedoch leicht von der dicken Zapfenachse. Die Apophyse ist rotbraun bis dunkelbraun, deutlich erhöht, im Umriss unregelmäßig, quer gekielt und faltig. Der Umbo liegt dorsal. Er ist quer gekielt, stumpf, 10 bis 15 Millimeter breit, 3 bis 4 Millimeter hoch und mit einem kleinen, dreieckigen Stachel bewehrt. Im Unterschied zu allen anderen Kiefern bleibt das Wachstum der Zapfen nicht für mehrere Monate stehen, was dazu führt, dass sich der Umbo nur undeutlich von der Apophyse abhebt. Die Zapfen reifen im November 18 bis 19 Monate nach der Bestäubung.
Die Samen sind blass- bis dunkelbraun, schief verkehrt eiförmig, 12 bis 15 Millimeter lang, 8 bis 10 Millimeter breit und etwa 1 Millimeter dick. Sie haben eine dicke und sehr harte Schale. Die Samenflügel sind nur rudimentär ausgebildet und bleiben meist an den Zapfenschuppen zurück.

## Verbreitung, Ökologie und Gefährdung

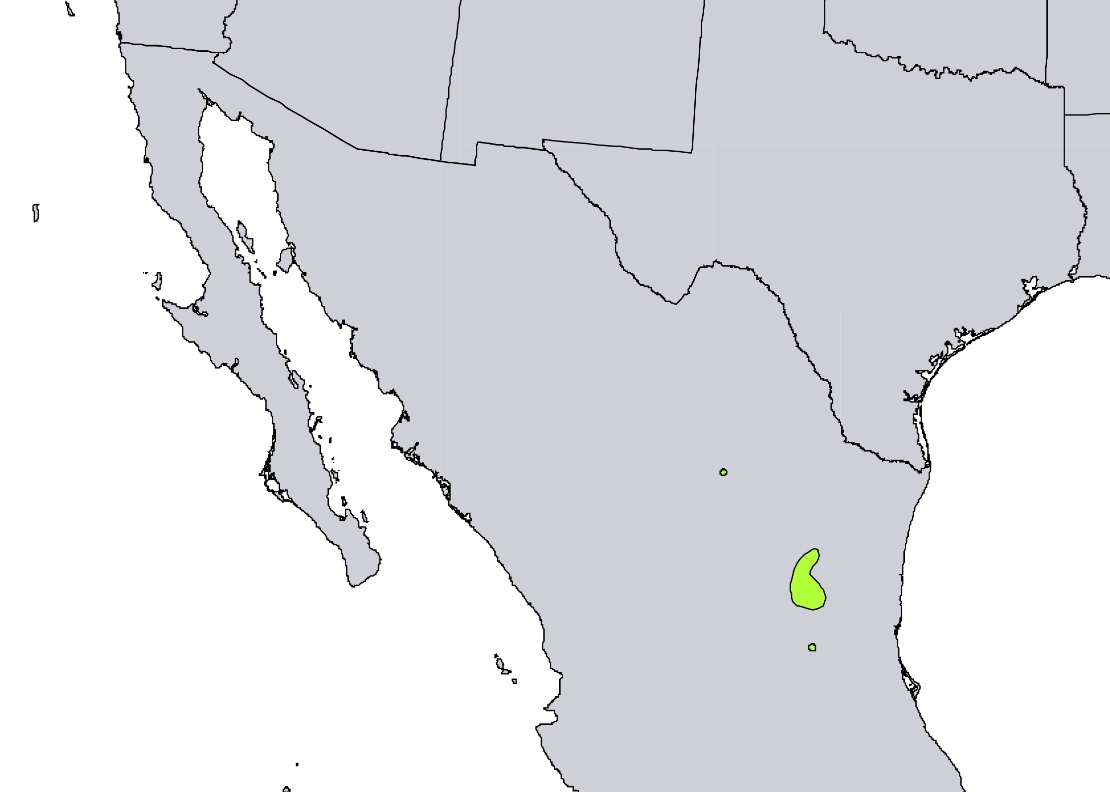
Verbreitungsgebiet (grün) von Pinus nelsonii

Das natürliche Verbreitungsgebiet von Pinus nelsonii liegt in Mexiko in den Bundesstaaten Coahuila, Nuevo León, San Luis Potosí und Tamaulipas.
Pinus nelsonii wächst im semiariden Klima der Gebirgsausläufer der Sierra Madre Oriental. Die größten Bestände findet man rund um die Sierra Peña Nevada in Nuevo León und Tamaulipas. Sie wächst ausschließlich auf flachem Untergrund über felsigem Kalkgestein in Höhen von 1600 bis 2300 Metern, selten auch bis 2450 Metern. Das Verbreitungsgebiet wird der Winterhärtezone 9 zugerechnet mit mittleren jährlichen Minimaltemperaturen zwischen −6,6 und −1,2 °Celsius (20 bis 30 °Fahrenheit). Die jährliche Niederschlagsmenge reicht von 300 bis 600 Millimeter und geht hauptsächlich im Sommer in kurzen Gewittern nieder.
Man findet Pinus nelsonii zusammen mit anderen Nadelbäumen wie Pinus cembroides, Pinus remota und verschiedenen Wacholderarten (Juniperus spp.). Im Buschland wächst sie zusammen mit laubabwerfenden Arten der Eichen (Quercus), Mahonia, Comarostaphylis, Brahea und Sophora und einkeimblättrigen Pflanzen wie Vertretern der Palmlilien (Yucca) und der Gattung Dasylirion. In höher liegenden Gebieten wächst sie in trockenen Halbwüsten, die häufig durch  Kakteen (Cactaceae) und Palmlilien dominiert werden, in noch höheren Lagen in Wäldern aus Kiefern und Wacholdern.
Die Samen fallen meist nicht selbst aus den Zapfen, sondern werden von Vögeln wie beispielsweise dem Graubrusthäher (Aphelocoma ultramarina) verbreitet.
In der Roten Liste der IUCN wird Pinus nelsonii als stark gefährdet („Endangered“) eingestuft. Pinus nelsonii ist eine seltene Art mit verstreuten Beständen, die meist weniger als einen Quadratkilometer bedecken. Das Gesamtverbreitungsgebiet wird – möglicherweise optimistisch – auf etwa 84 Quadratkilometer geschätzt. Die Bestände sind rückläufig und bestehen insgesamt aus weniger als 10000 ausgewachsenen Bäumen, meist in Gruppen von wenigen Hundert Exemplaren. Sie sind durch den Eingriff des Menschen gefährdet, besonders durch die Ausweitung von Rinderweiden und damit verbunden durch zerstörerische Brände. Einige Bestände, über die es Aufzeichnungen in der Literatur und aus Herbarien gibt, wurden nicht mehr aufgefunden und existieren wahrscheinlich nicht mehr.

## Systematik und Forschungsgeschichte
Pinus nelsonii ist eine Art aus der Gattung der Kiefern (Pinus), in der sie der Untergattung Strobus, Sektion Parrya und Untersektion Nelsoniae zugeordnet ist. Die Art wurde früher der Untersektion Cembroides zugerechnet und hat mehrere morphologische Ähnlichkeiten mit basalen Vertretern dieser Gruppe, beispielsweise mit Pinus pinceana, Pinus rzedowskii und Pinus maximartinezii. Genetische Untersuchungen zeigen jedoch eine nähere Verwandtschaft mit Vertretern der Untersektion Balfourianae, doch sind die Unterschiede auch zu dieser Gruppe so groß, dass sie als einzige Art in die Untersektion Nelsoniae gestellt wurde.
Die Art wurde von George Russell Shaw 1904 in The Gardeners' Chronicle als Pinus nelsonii erstmals wissenschaftlich beschrieben. Der Gattungsname Pinus wurde schon von den Römern für mehrere Kiefernarten verwendet. Das Artepitheton nelsonii ehrt Edward William Nelson (1855–1934), der neben vielen anderen  mexikanischen Pflanzen 1898 auch das Typusexemplar von Pinus nelsonii für das US Department of Agriculture sammelte.
Kein Synonym der Art ist bekannt.

## Verwendung
Pinus nelsonii wird aufgrund der Seltenheit und der geringen Größe nicht als Holzlieferant genutzt. Die Samen ähneln denen der Untersektion Cembroides und sind essbar, jedoch sind die Samenmengen gering. Die Art wird außer in wenigen botanischen Gärten und Arboreten nicht gärtnerisch genutzt.